# Koflandé
Koflandé est une commune rurale située dans le département de Mangodara de la province de Comoé dans la région des Cascades au Burkina Faso.

## Géographie
Koflandé est situé à environ 40 kilomètres de Mangodara. Il se situe à la lisière de la forêt classée.

## Histoire
Le 24 décembre 2021, des hommes armés non identifiés, appartenant probablement à un groupe jihadiste,  ont fait irruption dans le village et assassiné un conseiller municipal et deux autres habitants.Ils ont également incendié la quasi-totalité des boutiques de rue bordant la route principale qui mène à Mangodara.

## Économie
Koflandé est le deuxième village le plus important en termes de ressources financières et de production agro-sylvo pastorale après Mangodara.

## Éducation et santé
La commune accueille un centre de santé et de promotion sociale (CSPS).